# Gearhart
Gearhart è una città degli Stati Uniti d'America situata nell'Oregon, nella Contea di Clatsop.